# Grávalos
Grávalos es un municipio y localidad de la comunidad autónoma de La Rioja (España). Se ubica en la Rioja Baja y dentro de ella en la comarca de Cervera del Río Alhama. Se localiza en una depresión entre la sierra de Yerga y la de Peñalosa. Dista de la capital autonómica, Logroño, 72 kilómetros.

## Historia
Relatos tradicionales hablan de Grávalos como un conjunto de cabañas de pastores pertenecientes a la jurisdicción de Arnedo.
Fue villa romana tal como lo demuestra el conjunto funerario hallado por el sacerdote jesuita y arqueólogo D. Francisco Escalada en el término denominado "La Torre", a escasos dos kilómetros de la localidad. Esta zona de enterramientos hace pensar en una villa o castro en las inmediaciones, además de ser un asentamiento por el que podría transcurrir la Vía Romana que, partiendo de Contrevia Leukade (Inestrillas) se unía a la de Numantia (Numancia) y Calagurris (Calahorra).
Durante la Edad Media dependió de Arnedo hasta el año 1669, pese a que siguió perteneciendo a dicha circunscripción eclesiástica hasta 1811.
En un punto situado entre los años 1790 y 1801, Grávalos  se integra junto con otros municipios riojanos en la Real Sociedad Económica de La Rioja, la cual era una de las sociedades de amigos del país fundadas en el siglo XVIII conforme a los ideales de la ilustración.
Actualmente forma parte de la Comarca de Cervera del Río Alhama.

## Geografía humana

### Demografía
Cuenta con una población de 185 habitantes (INE 2024).
| Gráfica de evolución demográfica de Grávalos entre 1842 y 2021                                                        |
| |
| Población de derecho según los censos de población del INE. Población de hecho según los censos de población del INE. |

Grávalos fue un municipio muy próspero debido al auge de su Balneario, aunque existía desde por lo menos el siglo XVII e incluso hay datos anteriores referidos a dichas aguas termales. Este Balneario vio durante la segunda mitad del siglo XIX su mayor esplendor, lo que también reportó en un auge de la población y la economía del municipio. Con el cierre de este durante los años 20 del siglo XX, comenzó el declive de Grávalos. Al cerrarse el Balneario todas las familias que trabajaban en él acabaron emigrando del municipio, esto sumado a la gran emigración a América de muchas familias en busca de un mejor futuro fuera de las labores agrarias, generó un declive en el municipio del que no ha sabido sobreponerse hasta nuestros días.
Esto quiere decir que el gran éxodo rural de los años 70 en toda España, en Grávalos se sumó a un éxodo ya crónico en el municipio. Esto ha provocado que el municipio tenga una población muy envejecida y en una tendencia descendente. 
La reapertura del balneario en el 2017 ha dado esperanzas al pueblo de que pueda cambiar esta dinámica y se empiece a instalar en el municipio población joven.

## Administración
| Periodo   | Nombre               | Partido |
| --------- | -------------------- | ------- |
| 2007-2011 | José Jorge Abad Sáez | PP      |
| 2011-2015 | José Jorge Abad Sáez | PP      |
| 2015-2019 | José Jorge Abad Sáez | PP      |
| 2019-2023 | Emiliano Muñoz Galán | PSOE    |

## Lugares de interés

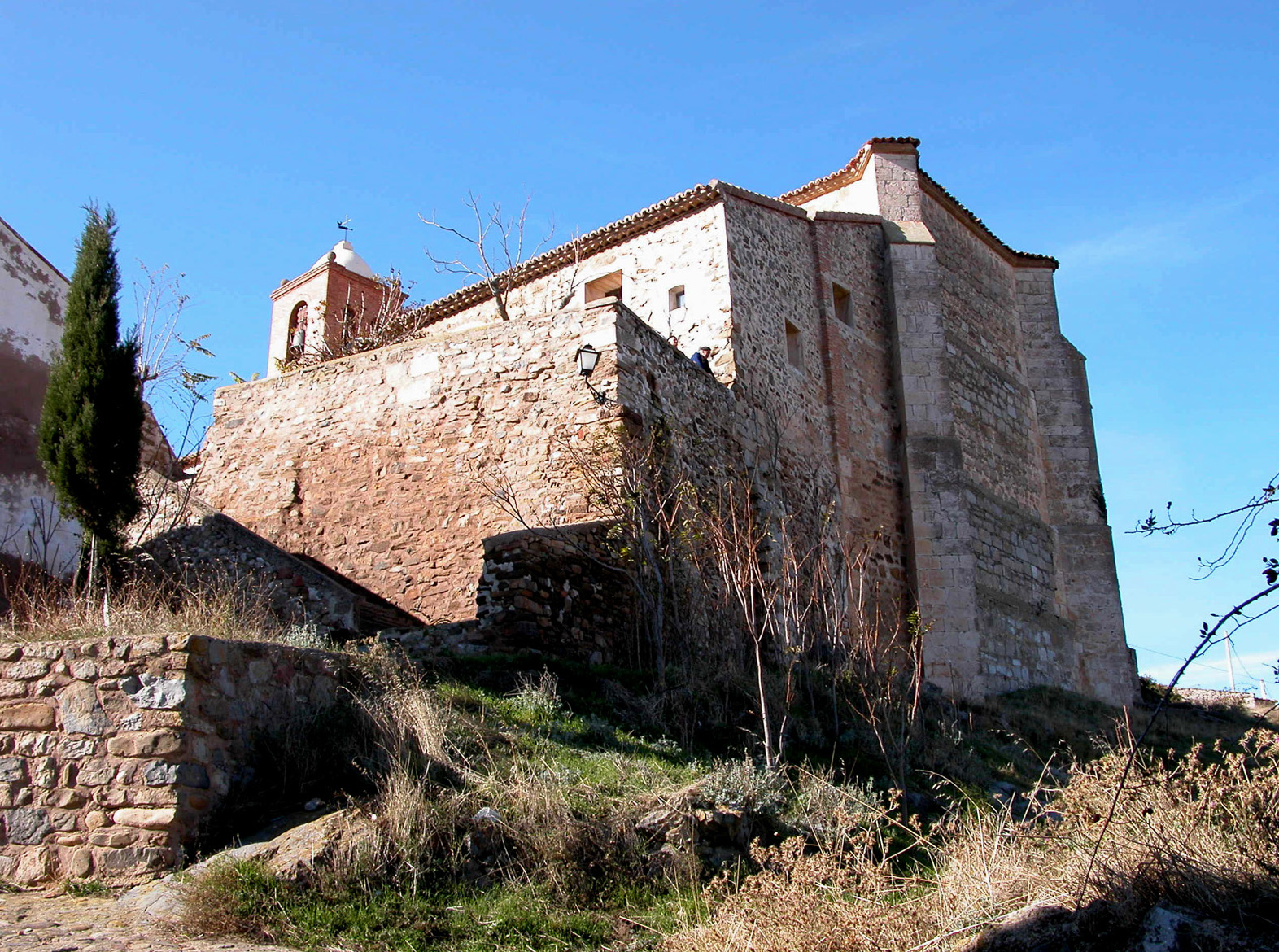
Iglesia de Santa María de la Antigua.

- Iglesia parroquial de Santa María de la Antigua, del siglo XVI, construida en mampostería y sillería. Consta de tres naves de distinta altura, triple cabecera y torre de ladrillo de dos cuerpos.
- Lápida romana en los soportales de su Ayuntamiento.

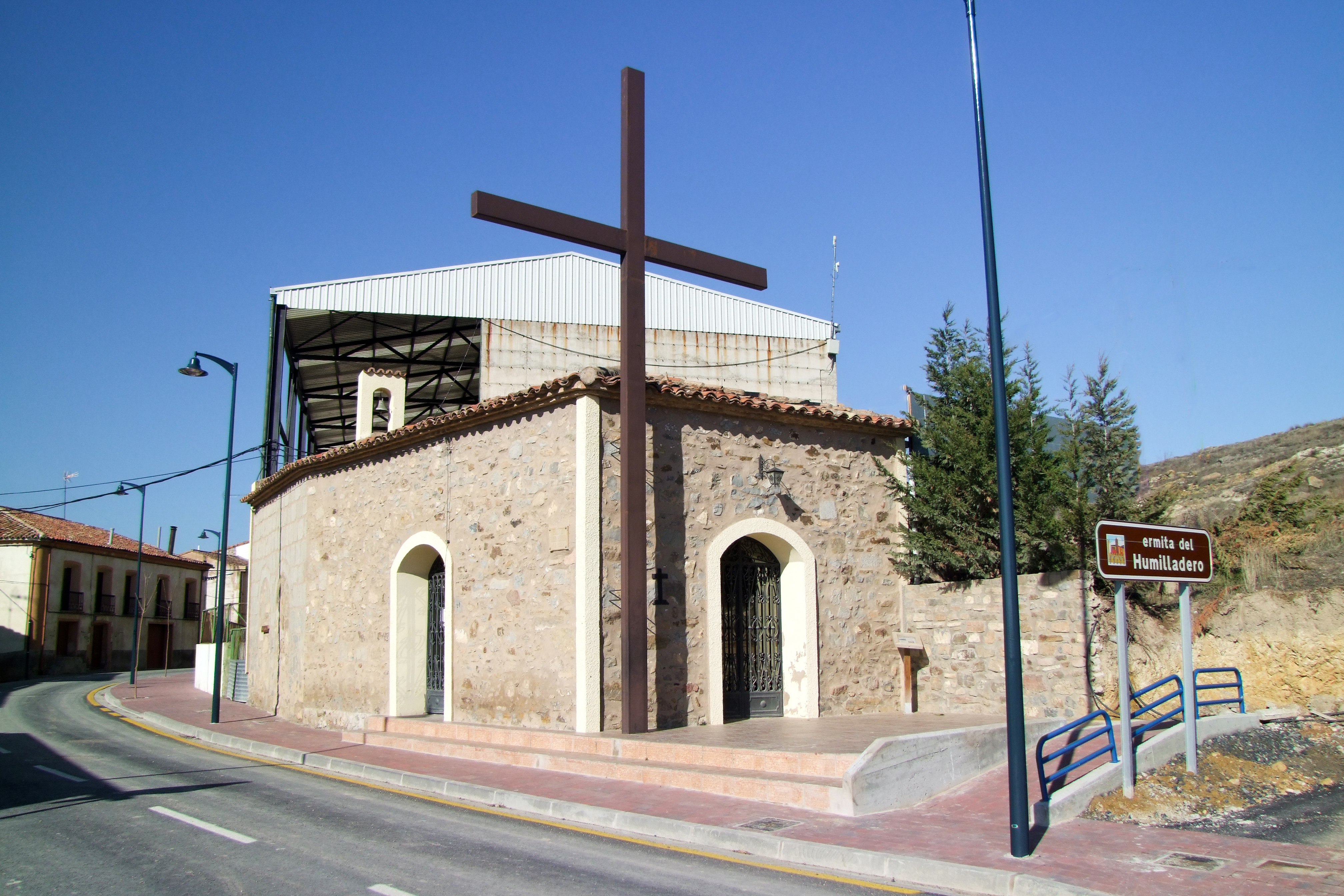
Ermita del Humilladero.

- Ermita del Humilladero, junto al frontón. Es barroca y está restaurada.

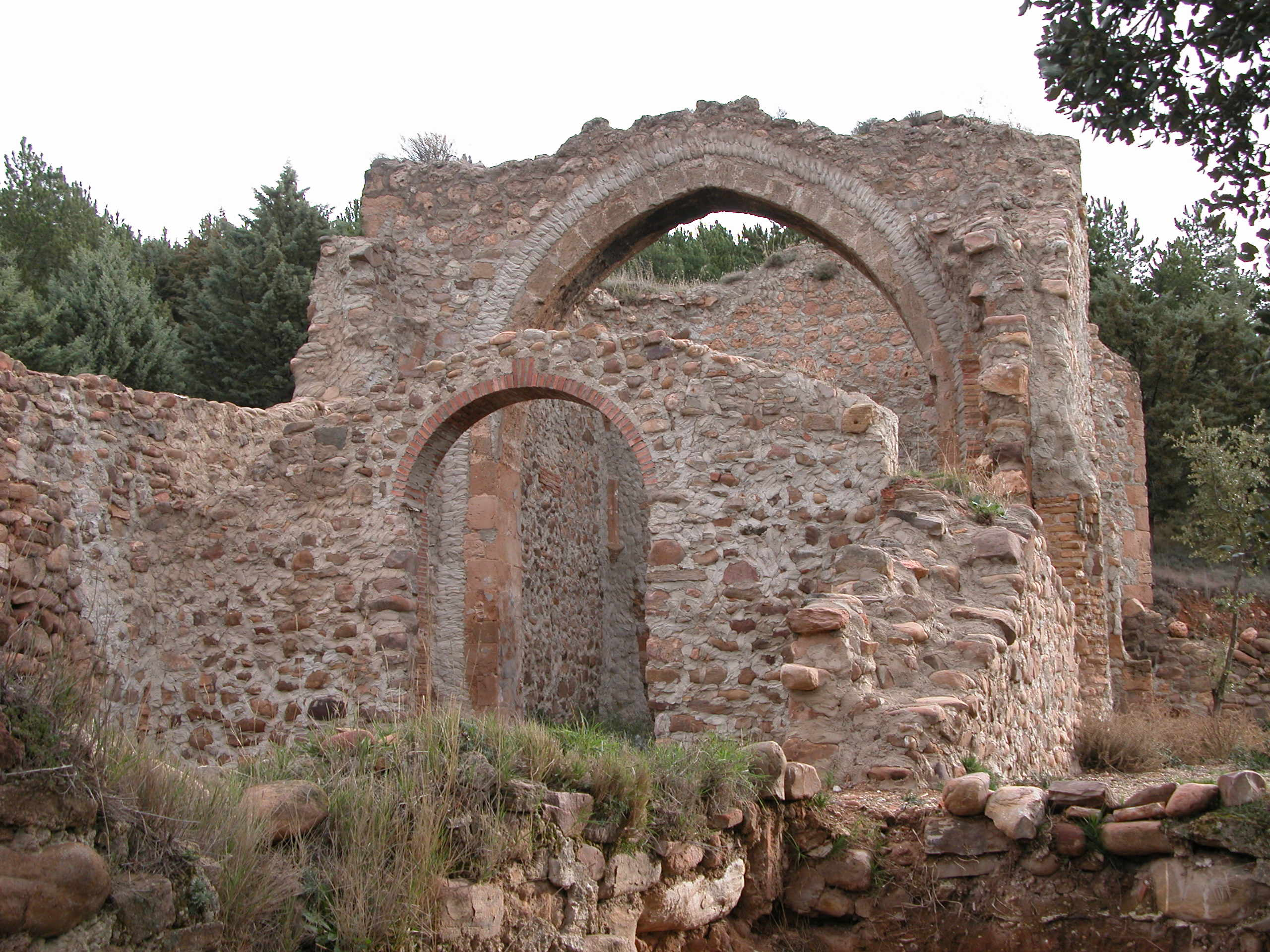
Ruinas del Monasterio de Santa María.

- Ruinas del Monasterio de Santa María, del siglo XII.
- Balneario: en el siglo XVI se descubrió un manantial natural de propiedades minero-medicinales del tipo sulfuro-cálcicas. En 1839 el Ayuntamiento decidió construir un balneario para aprovechar estas aguas en la salida dirección a Fitero. Tras permanecer cerrado durante más de tres décadas, el Balneario de Grávalos, reconstruido y ampliado sobre la estructura del anterior edificio por el Ayuntamiento y el Gobierno de La Rioja, será reinaugurado a finales de la primavera de 2011.

## Economía
La economía de este municipio riojano se basa principalmente en la agricultura, la ganadería y el turismo. Destacando especialmente el balneario.

## Fiestas
- 8 de septiembre, Santa María de la Antigua.
- En Navidad, la Cofradía y los Hermanos del Niño celebra sus fiestas con 8 días de gaita y tamboril.
- El día de Año Nuevo, el mayordomo de la Cofradía baila en la plaza una danza de felicitación de año, Los Brindis, primero para los cofrades, más tarde para la corporación municipal y luego para las personas que lo deseen. Es costumbre responder a esta danza con un aguinaldo. Por la tarde de ese mismo día se celebra "La Subasta de los Roscos".
- Fiestas de abril en honor de la Virgen del Humilladero.
- Fiestas de la Juventud, primer fin de semana de agosto. Sin embargo estas fiestas ya no se realizan por la falta de presupuesto tanto en el ayuntamiento como de los jóvenes del pueblo que no pueden desembolsar todo lo necesario para la celebración de dichas fiestas.
- Un domingo de junio se celebra la Marcha senderista "Paisajes de Grávalos", organizada por el ayuntamiento y patrocinada por Fundación Caja Rioja. Se realiza un trayecto circular que discurre por distintos lugares de las estribaciones del monte Yerga, y finaliza con una comida popular de los asistentes. En 2011 se ha celebrado la IV edición el 3 de julio.